# 谢家麟

中国加速器物理之第一人:谢家麟

谢家麟（1920年8月—2016年2月20日），男，祖籍直隶武清，生于黑龙江哈尔滨，中国加速器物理学家，中国科学院院士，中国粒子加速器事业的开拓者和奠基人之一。

## 生平
谢家麟1942年到迁至乐山的国立武汉大学机械工程系求学，1943年自燕京大学物理系毕业。曾在中央无线电器材厂桂林总厂从事研究工作。1947自费前往美国留学。1948年获加州理工学院物理系硕士学位，1951年获斯坦福大学物理系博士学位，曾领导建成了当时世界能量最高（45MeV）的医用电子直线加速器。
1955年返回中国，先后任职于中国科学院原子能研究所、高能物理研究所。
文化大革命期间出任八七工程（50GeV质子同步加速器计划）总设计师，该计划后因各种原因而停止。
1981年至1986年间负责北京正负电子对撞机的技术领导，后又出任该项目工程经理。
1986年起主持自由电子激光器的研制，最终于1993年建成了亚洲首台红外自电子激光装置——北京红外自由电子激光装置（BFEL）。
2016年2月20日，因病在北京逝世，享年96岁。

## 家庭
妻子范绪篯为范其光之女。子谢亚宁为核物理学家、中国科学院高能物理研究所研究员。

## 奖项和荣誉
- 1980年当选中国科学院数学物理学部学部委员（院士）。
- 1980年获中国科学院科技进步奖特等奖及国家科学技术进步奖。
- 1995年获胡刚复物理奖及何梁何利科技进步奖。
- 2011年获得2011年度国家最高科学技术奖。